# Peg Entwistle
Peg Entwistle, nata Millicent Lilian Entwistle (Port Talbot, 5 febbraio 1908 – Hollywood, 16 settembre 1932), è stata un'attrice britannica.
Divenne famosa grazie alla sua carriera teatrale nel 1925, recitando in molte produzioni di Broadway. Ebbe solo una partecipazione cinematografica nel film Thirteen Women, che venne rilasciato postumo.
Entwistle ottenne notorietà dopo che si tolse la vita gettandosi dalla lettera "H" sulla Scritta Hollywood nel settembre 1932, all'età di 24 anni.

## Biografia

### Infanzia
Nata Millicent Lilian Entwistle a Port Talbot, nel Galles, da genitori inglesi: Emily Entwistle (nata Stevenson) e Robert Symes Entwistle, attore; passò i primi anni a West Kensington a Londra.
Viene spesso riportato che sua madre sia morta quando era molto giovane, ma non ci sono prove documentate a sostegno di ciò. C'è, tuttavia, un testamento datato 15 dicembre 1922, negli archivi della famiglia Entwistle, in cui Robert Entwistle affermava specificamente quanto segue:
Millicent Lilian Entwistle è la figlia della mia prima moglie da cui ho divorziato e la custodia della mia detta figlia mi è stata assegnata. Non desidero che la mia detta figlia sia in nessun momento sotto la custodia o il controllo della suddetta madre.
Secondo quanto riferito, Peg Entwistle emigrò in America, salpando da Liverpool a bordo della SS Philadelphia nel 1916, e si stabilì a New York. Tuttavia, i documenti e le fotografie messi a disposizione dalla famiglia Entwistle per una biografia affermano che Entwistle e suo padre si trovavano a Cincinnati in Ohio e New York all'inizio della primavera del 1913. Questa informazione è corroborata anche dall'Internet Broadway Database e dal New York Times, dove Robert Symes Entwistle è elencato nel cast di diverse opere teatrali nel 1913.
Nel dicembre 1922, Robert Symes Entwistle morì, vittima di un automobilista pirata tra Park Avenue e la 72nd Street a New York City. Peg e i suoi due fratellastri più piccoli furono accolti dallo zio, che era venuto con loro a New York ed era il manager dell'attore di Broadway Walter Hampden.

### Broadway
Nel 1925, Entwistle viveva a Boston come studentessa del repertorio di Henry Jewett (oggi noto come Huntington Theatre) ed era uno dei Henry Jewett Players, che stavano guadagnando l'attenzione nazionale. Walter Hampden diede a Entwistle una parte non accreditata nella sua produzione Broadway di Amleto, interpretato da Ethel Barrymore. In particolare portò lo strascico del re e la coppa del veleno.

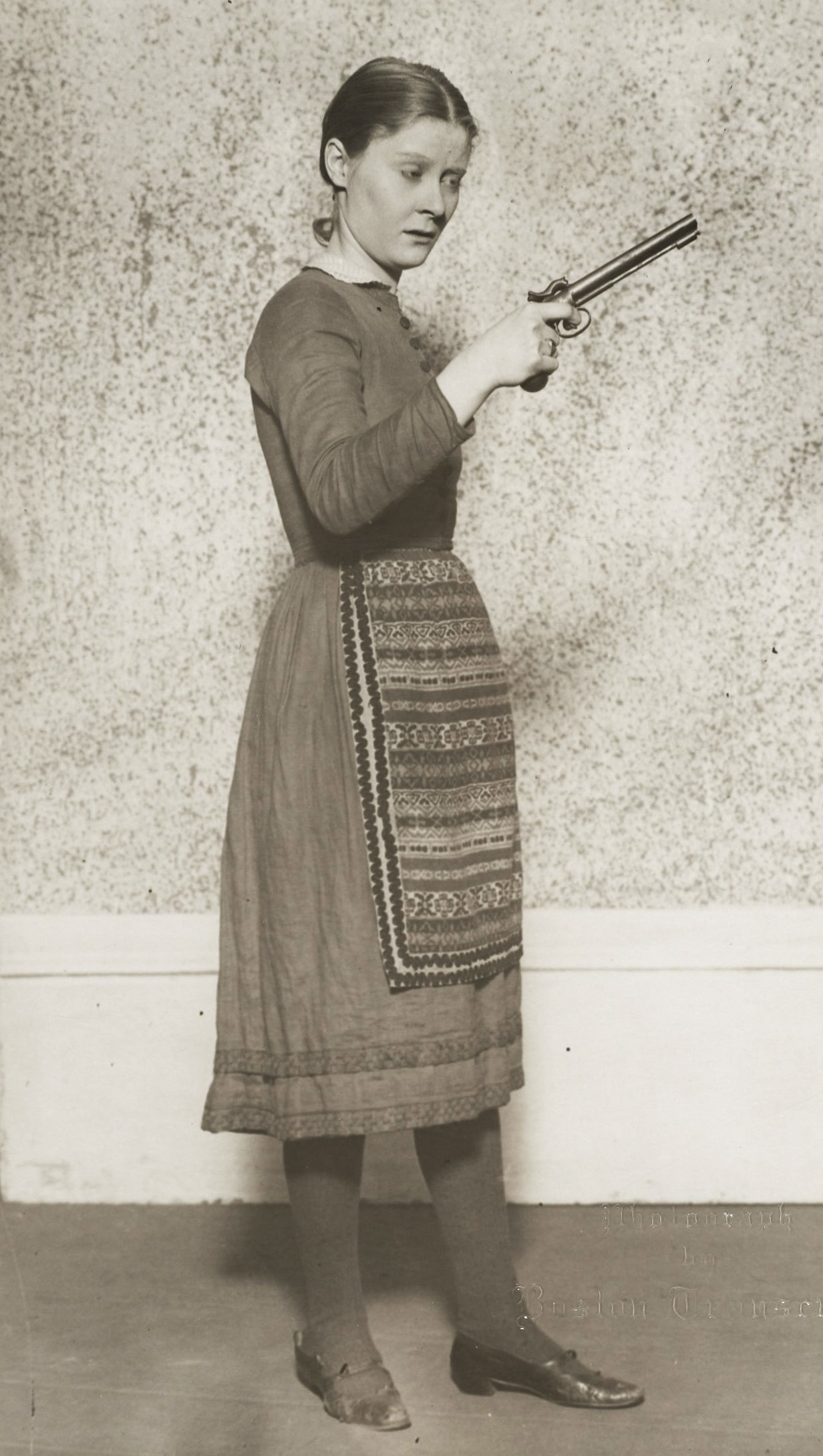
Peg Entwistle in The Wild Duck, c. 1925

Entwistle, all'età di 17 anni, interpretò il ruolo di Hedvig in una produzione del 1925 di L'anitra selvatica di Henrik Ibsen. "Dopo aver visto lo spettacolo, Bette Davis ha detto a sua madre: "Voglio essere esattamente come Peg Entwistle." Alcuni anni dopo, l'attrice e regista di Broadway Blanche Yurka ha inviato una nota a Davis chiedendole se le sarebbe piaciuto interpretare Hedvig, e la Davis ha risposto che da quando aveva visto Entwistle in L'anitra selvatica, lei sapeva che un giorno avrebbe interpretato Hedvig. Nel corso degli anni, la Davis ha detto che Entwistle è stata la sua ispirazione per iniziare a recitare."
Nel 1926, Entwistle venne reclutata dalla New York Theatre Guild e la sua prima esibizione a Broadway accreditata fu nel giugno di quell'anno come Martha in The Man from Toronto, che aprì al Selywn Theatre e andò avanti per 28 repliche. Entwistle si è esibì in dieci spettacoli di Broadway come membro della Theatre Guild tra il 1926 e il 1932, lavorando con attori famosi come George M. Cohan, William Gillette, Robert Cummings, Dorothy Gish, Hugh Sinclair, Henry Travers e Laurette Taylor. La sua commedia più longeva fu quella del 1927 Tommy, in cui recitò con Sidney Toler, che andò in scena per 232 repliche ed è la commedia per la quale è più ricordata.
La commedia The Uninvited Guest non venne più replicata dopo solo sette rappresentazioni nel settembre 1927; tuttavia, il critico di The New York Times J. Brooks Atkinson scrisse: "Peg Entwistle ha dato una performance notevolmente migliore di quella garantita".
Andò in tournée con la Theatre Guild tra le produzioni di Broadway. Cambiando personaggio ogni settimana, Entwistle ottenne un po' di pubblicità, grazie ad un articolo nell'edizione domenicale di The New York Times nel 1927 e un altro sull'Oakland Tribune due anni dopo.
A parte una parte nel dramma di suspense Sherlock Holmes e lo strano caso della signorina Faulkner e nonostante il suo desiderio di interpretare ruoli più impegnativi, Entwistle fu spesso scelta come comica, il più delle volte nel ruolo dell'ingenua attraente e di buon cuore. Nel 1929 disse a un giornalista:
Preferirei interpretare ruoli che portano convinzione. Forse è perché sono le cose più facili e tuttavia le più difficili da fare per me. Per interpretare qualsiasi tipo di scena emotiva, devo lavorare fino ad una certa intonazione. Se raggiungo questo nella mia prima parola pronunciata, il resto delle parole e dei versi si prende cura di se stesso. Ma se sbaglio, devo ricostruire l'equilibrio dei discorsi, e così facendo l'intera caratterizzazione si appiattisce. Sento che mi sto tradendo. Non so se altre attrici abbiano questa stessa reazione o meno, ma mi preoccupa.
All'inizio del 1932, Entwistle fece la sua ultima apparizione a Broadway, in Alice Sit-by-the-Fire di M. Barrie, interpretato anche da Laurette Taylor, il cui alcolismo la portò a saltare due spettacoli serali persi, con rimborsi ai possessori di biglietti. Lo spettacolo venne cancellato e, in seguito, a Entwistle e agli altri attori venne pagata solo una settimana di stipendio, anziché una percentuale del botteghino lordo, che era stata concordata prima dell'apertura dello spettacolo.

### Hollywood
Nel maggio 1932, al culmine della Grande depressione, Entwistle era a Los Angeles con un ruolo nella commedia di Romney Brent The Mad Hopes, con Billie Burke, che fu rappresentata dal 23 maggio al 4 giugno al Belasco Theatre nel centro di Los Angeles. Florence "Flo" Lawrence, critico teatrale per il Los Angeles Examiner, diede alla produzione una recensione molto favorevole:
Belasco e Curran hanno messo in scena la nuova commedia nel modo più efficace e hanno dotato questa opera di Romney Brent con ogni distinzione di cast e regia. (Il produttore) Bela Blau ... ha sviluppato la commedia ai massimi livelli. I costumi e le ambientazioni sono di una qualità deliziosa e ogni dettaglio rende la produzione completamente adatta per la sua traslazione sul palcoscenico di New York. Nel cast Peg Entwistle e Humphrey Bogart occupano il primo posto nel supportare la star (Billie Burke) ed entrambi danno una performance bella e seria. Miss Entwistle nei panni della giovane e seria figlia (Ginevra Hope) di una vaga madre e presenta un'affascinante immagine della giovinezza...
Dopo la chiusura di The Mad Hopes, Entwistle vinse il suo primo e unico ruolo cinematografico accreditato con Radio Pictures (poi RKO). Thirteen Women è interpretato da Myrna Loy e Irene Dunne in un pre-Codice Hays, thriller ad alto budget prodotto da David O Selznick e tratto dal romanzo di Tiffany Thayer. Entwistle svolse un piccolo ruolo di supporto come Hazel Cousins. Il film fu presentato per la prima volta il 14 ottobre 1932, un mese dopo la sua morte, al Roxy Theatre di New York City, e venne distribuito a Los Angeles l'11 novembre senza successo né di critica né commerciale. Quando fu ripubblicato nel 1935, 14 minuti erano stati tagliati dalla durata originale di 73 minuti del film. Nel 2008, la rivista Variety citò Thirteen Women come uno dei primi film di "ensemble femminili".

### Morte
Il 18 settembre 1932 una donna stava facendo un'escursione sotto la Scritta Hollywood (all'epoca ancora col suffisso presente, Hollywoodland) quando trovò una scarpa, una borsa e una giacca da donna. Aprì la borsa e trovò una lettera di suicidio, dopo di che guardò giù per la montagna e vide il corpo sotto. La donna denunciò la sua scoperta al Los Angeles Police Department e consegnò gli oggetti presso la stazione di polizia di Hollywood.
Successivamente, un detective e due agenti trovarono il corpo in un burrone sotto l'insegna. Entwistle rimase non identificata fino a quando suo zio, con il quale aveva vissuto nell'area di Beachwood Canyon, identificò i suoi resti. Collegò la sua assenza di due giorni con la descrizione e le iniziali "P.E.", scritte sul biglietto d'addio, che era stato pubblicato sui giornali. Venerdì 16 settembre la Entwistle gli disse che sarebbe andata a fare una passeggiata verso un drugstore e a vedere degli amici. La polizia ipotizzò che invece si fosse diretta verso il vicino versante meridionale del monte Lee fino ai piedi dell'insegna di Hollywoodland, si fosse arrampicata su una scala da operaio fino alla cima della "H" e si fosse buttata.
La causa della morte venne indicata dal medico legale come "fratture multiple del bacino". La lettera di suicidio, come pubblicata, recitava:
Ho paura, sono una codarda. Mi dispiace per tutto. Se l'avessi fatto molto tempo fa, avrei risparmiato molto dolore. P.E.
La morte di Entwistle portò pubblicità ampia e spesso sensazionalistica. Il suo funerale si tenne al W.M. Strathers Mortuary, a Hollywood, il 20 settembre. Il suo corpo fu cremato e le ceneri furono successivamente inviate a Glendale in Ohio, per la sepoltura accanto a suo padre nel cimitero di Oak Hill, dove furono sepolte il 5 gennaio 1933.
Nel 2014, circa 100 persone celebrarono l'anniversario della morte di Entwistle riunendosi nel parcheggio del Beachwood Market a Hollywood, per guardare Thirteen Women su uno schermo all'aperto. I proventi di una lotteria e della vendita di cibo e bevande venduti alla proiezione furono donati alla American Foundation for Suicide Prevention a nome di Entwistle.

## Vita privata
Nell'aprile 1927, Entwistle sposò l'attore Robert Keith nella cappella dell'ufficio comunale di New York City. Le fu concesso il divorzio nel maggio 1929. Insieme alle accuse di crudeltà, affermò che suo marito non le aveva detto che era stato sposato prima ed era padre di un bambino di sei anni, Brian Keith, che in seguito divenne a sua volta un attore.

## Nella cultura di massa
- Dory Previn cantò di Entwistle nella canzone Mary C. Brown and the Hollywood Sign, contenuta nell'omonimo album del 1972.
- Alcuni ipotizzarono che la canzone Peg di Steely Dan del 1977 riguardi Entwistle; tuttavia, nel 2000, durante una sessione di domande e risposte con i fan, la band dichiarò che la canzone era stata ispirata da una persona reale, ma non da Entwistle.[30] Nel 2020, il cofondatore degli Steely Dan Donald Fagen dichiarò: "Non c'è alcun significato nascosto. Volevamo solo una mezza nota puntata per quel punto e 'Peg' era abbastanza breve da adattarsi alla musica".[31]
- La canzone Damn This Town di Jakko Jakszyk (dal suo album del 1995 Mustard Gas and Roses) fa riferimento a Entwistle e al suo suicidio.
- Nel 2006, Gidget Gein (alias Bradley Stewart) realizzò un ritratto ad acquerello di Peg Entwistle. Gein, che fu il co-fondatore e bassista della rock band Marilyn Manson, fece esporre il proprio ritratto di Entwistle nel 2004 alla Bluespace Gallery di Hollywood, in California. La mostra era intitolata "Gollywood".
- L'episodio della stagione 11 di Ghost Adventures intitolato Haunted Hollywood includeva un segmento che indagava sull'insegna di Hollywood e parlava della morte di Entwistle.
- Nel 2015, l'artista di moda Alvaro Rodriguez (alias Alvaro Arts) creò un ritratto a carboncino di Peg Entwistle.
- Nel 2015, il musicista francese Benoit Clerc compose e pubblicò Peg est mon nom" ("Peg è il mio nome"), una ballata cantata da Camille Saillant. La canzone immagina Peg Entwistle in cima alla "grande lettera bianca H" che si chiede se sarà ricordata dopo la propria morte.[32]
- Hollywood Girl: The Peg Entwistle Story (2017) è un cortometraggio basato sull'ultimo giorno di vita di Peg Entwistle.[33]
- La canzone Lust for Life di Lana Del Rey fa riferimento al suicidio di Entwistle. La canzone include versi come "climb up the H of the Hollywood Sign" e nel video musicale della canzone Del Rey e The Weeknd sono visti ballare in cima alla "H" della scritta Hollywood.[34].
- La canzone del 2018 Every Stupid Actress di TV Girl, una cinica analisi dello stile di vita di Los Angeles, fa riferimento al suicidio di Entwistle.
- La canzone Gardenias dei Protest the Hero fa riferimento al suicidio di Entwistle come simbolo della lotta per il successo ad Hollywood. Il testo è fortemente caratterizzato dall'allitterazione della lettera "H" e contiene diversi riferimenti alla morte di Entwistle, inclusa l'altezza della scritta Hollywood e la scoperta dei suoi resti da parte di un'escursionista. La canzone appare nell'album Palimpsest, pubblicato il 18 giugno 2020.
- La miniserie del 2020 di Ryan Murphy Hollywood ruota attorno alla produzione immaginaria di un film, intitolato Meg, sulla carriera da attrice di Entwistle e sul suo suicidio.[35]

## Filmografia
- Thirteen Women, regia di George Archainbaud (1932)